# Wesnjane (Mykolajiw)
Wesnjane (ukrainisch Весняне; russisch Весняное Wesnjanoje) ist eine Ansiedlung im Zentrum der ukrainischen Oblast Mykolajiw mit etwa 1300 Einwohnern.

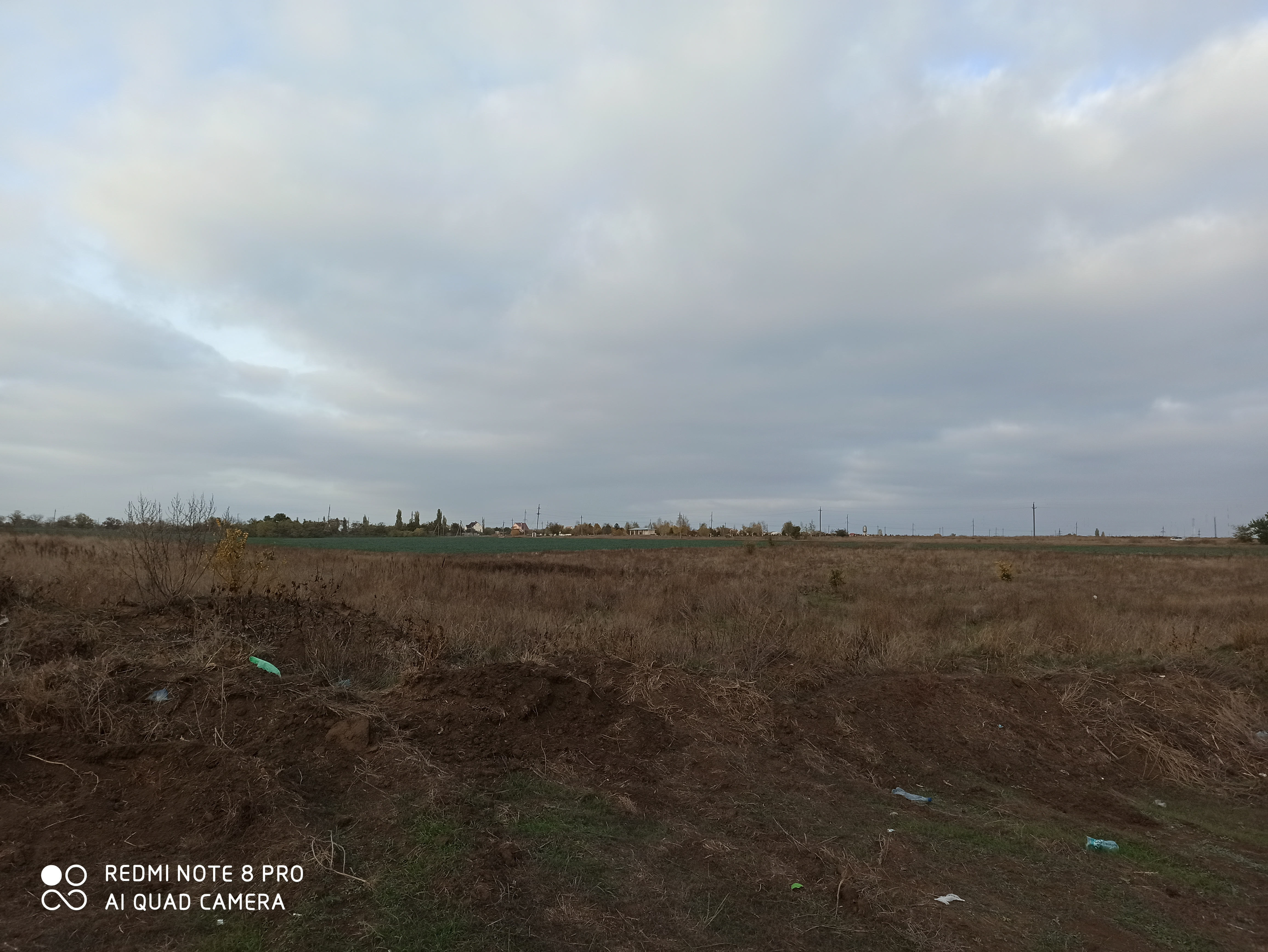
Blick auf den Ort

Die Siedlung wurde 1968 als Arbeitersiedlung einer Geflügelfarm gegründet und liegt am Westufer des Südlichen Bugs und südlich der ukrainischen Autobahn M 14, 7 Kilometer westlich der Rajons- und Oblasthauptstadt Mykolajiw.

## Verwaltungsgliederung
Am 12. September 2016 wurde die Ansiedlung zum Zentrum der neugegründeten Landgemeinde Wesnjane (Веснянська сільська громада/Wesnjanska silska hromada). Zu dieser zählten auch noch das Dorf Slywyne sowie die Ansiedlung Nadbuske, bis dahin bildete sie die gleichnamige Landratsgemeinde Wesnjane (Веснянська сільська рада/Wesnjanska silska rada) im Südosten des Rajons Mykolajiw.
Am 12. Juni 2020 kamen noch die 12 in der untenstehenden Tabelle aufgelisteten Dörfer sowie die Ansiedlungen Seleneyj Jar und Tschumaky zum Gemeindegebiet.
Folgende Orte sind neben dem Hauptort Wesnjane Teil der Gemeinde:
| Name                     | Name             | Name                                 |
| ukrainisch transkribiert | ukrainisch       | russisch                             |
| ------------------------ | ---------------- | ------------------------------------ |
| Beswodne                 | Безводне         | Безводное (Beswodnoje)               |
| Kamjana Balka            | Кам’яна Балка    | Каменная Балка (Kamennaja Balka)     |
| Karlykwika               | Карликівка       | Карликовка (Karlikowka)              |
| Krywa Balka              | Крива Балка      | Кривая Балка (Kriwaja Balka)         |
| Kyrjakwika               | Кир’яківка       | Кирьяковка (Kirjakowka)              |
| Nadbuske                 | Надбузьке        | Надбугское (Nadbugskoje)             |
| Nowomychajliwka          | Новомихайлівка   | Новомихайловка (Nowomichailowka)     |
| Petriwka                 | Петрівка         | Петровка (Petrowka)                  |
| Petrowo-Solonycha        | Петрово-Солониха | Петрово-Солониха (Petrowo-Solonicha) |
| Podymowe                 | Подимове         | Подымово (Podymowo)                  |
| Polowynky                | Половинки        | Половинки (Polowinki)                |
| Selene                   | Зелене           | Зелёное (Seljonoje)                  |
| Selenyj Jar              | Зелений Яр       | Зелёный Яр (Seljony Jar)             |
| Slywyne                  | Сливине          | Сливино (Sliwino)                    |
| Schuryne                 | Шурине           | Шурино (Schurino)                    |
| Tschumaky                | Чумаки           | Чумаки (Tschumaki)                   |